# Lubelski Okręg Wojskowy
Lubelski Okręg Wojskowy (DOW VII) – terenowy organ wykonawczy Ministra Obrony Narodowej w sprawach operacyjno-obronnych istniejący w latach 1945-1949. Siedziba dowództwa Okręgu: Lublin.

## Historia Okręgu
Dowództwo Okręgu Wojskowego Lublin zostało utworzone w lutym 1945 roku w Lublinie. Okręg objął swoim zasięgiem województwa lubelskie i rzeszowskie. Dowództwo okręgu sformowano według etatu nr D1/17. W jego skład wchodziły:
- dowództwo
- oddziały: ogólnoorganizacyjny, mobilizacji i uzupełnień oraz administracyjno-gospodarczy
- wydział polityczno-wychowawczy
- kwatermistrzostwo
- referaty: szyfrów, zdrowia i transportowy
- prokuratura i pluton wartowniczy.

Rozkazem z 22.08.1945 r. Lubelski OW objął swym zasięgiem wyłącznie obszar województwa lubelskiego. Od 5.11.1945 Dowództwo OW Lublin otrzymało skróconą nazwę DOW VII.
Jesienią 1945 przy Dowództwie Lubelskiego OW został sformowany Wydział Wojsk Ochrony Pogranicza III kategorii. Na stanowisko szefa wydziału został wyznaczony płk Emil Czapliński. Szefowi wydziału podlegał 7 Oddział Ochrony Pogranicza i 7 samodzielna kompania łączności. We wrześniu 1946 wydział został rozformowany, a 7 Lubelski Oddział WOP podporządkowany bezpośrednio szefowi Departamentu WOP w Warszawie.
W marcu 1947 Dowództwo OW VII przeniesiono na nowy etat dowództwa okręgu typu B. W jego składzie znajdowało się:
- dowództwo i sztab
- zarząd polityczno-wychowawczy
- wydziały: inżynieryjno-saperski, personalny i lotniskowy
- inspektorat artylerii
- kwatermistrzostwo

W marcu 1949 Dowództwo OW VII zostało rozformowane.

## Zadania Okręgu
Do podstawowych zadań OW należały:
- mobilizacja osobowa i zaopatrzenie materiałowe jednostek,
- zabezpieczenie procesu szkolenia oddziałów,
- nadzór gospodarczy i ścisła współpraca z organami administracji terenowej oraz radami narodowymi.

## Jednostki podległe dowódcy Lubelskiego OW
1948
- 2 Warszawska Dywizja Piechoty- Kielce
- 3 Pomorska Dywizja Piechoty - Zamość
- 14 Dywizja Piechoty - Siedlce
- 25 Warszawski Dywizjon Artylerii Ciężkiej - Lublin
- 7 Batalion Łączności - Lublin.

## Dowódcy Lubelskiego OW
- gen. bryg. Leon Nałęcz-Bukojemski - II 1945-IV 1945
- płk Włodzimierz Radziwanowicz - V 1945-IX 1945
- gen. dyw. Wojciech Bewziuk - X 1945-XI 1946
- gen. dyw. Bolesław Zarako-Zarakowski - XII 1946-IX 1947
- gen. bryg. Nikodem Kunderewicz - p.o. X 1947-XI 1947
- gen. bryg. Jan Rotkiewicz - XI 1947-IX 1948
- płk Ławrencjusz Świtelski - X 1948-III 1949.